# Risposta impulsiva

Schema di risposta all'impulso

Nella teoria dei sistemi, la risposta impulsiva o risposta all'impulso di un sistema dinamico è la sua uscita quando è soggetto ad un ingresso a Delta di Dirac; viene utilizzata per descrivere la risposta in frequenza di un sistema dinamico ad una perturbazione generica. La delta di Dirac vista come "funzione" contiene equamente tutte le frequenze, e si presta particolarmente bene allo studio teorico nel dominio della frequenza di un sistema lineare. Il comportamento ingresso-uscita di un sistema dinamico lineare stazionario (LTI) è completamente caratterizzato dalla sua risposta impulsiva, la cui trasformata di Laplace viene detta funzione di trasferimento del sistema LTI.

## Sistemi LTI
L'uscita {\displaystyle y(t)} di un sistema dinamico lineare stazionario (LTI) a tempo continuo soggetto ad un segnale in ingresso {\displaystyle x(t)} è descritta dalla convoluzione:
{\displaystyle y(t)=x(t)*h(t)=\int _{-\infty }^{\infty }x(t-\tau )\cdot h(\tau )\,\operatorname {d} \tau =\int _{-\infty }^{\infty }x(\tau )\cdot h(t-\tau )\,\operatorname {d} \tau }
dove {\displaystyle h(t)} è la risposta del sistema quando l'ingresso {\displaystyle x(t)} è una funzione a delta di Dirac. Per sistemi LTI {\displaystyle h} è l'antitrasformata di Laplace della funzione di trasferimento. L'uscita {\displaystyle y} è quindi proporzionale alla media dell'ingresso {\displaystyle x} pesata dalla funzione {\displaystyle h(-\tau )}, traslata di un tempo {\displaystyle t}. L'operazione di convoluzione può essere particolarmente difficile da effettuare per via analitica, e viene spesso eseguita come prodotto algebrico nel dominio delle frequenze, grazie al teorema di convoluzione.
Se la funzione {\displaystyle h(\tau )} è nulla quando {\displaystyle \tau <0} allora {\displaystyle y(t)} dipende soltanto dai valori assunti da {\displaystyle x} precedentemente al tempo {\displaystyle t}, ed il sistema è detto causale.